# Chironomus muratensis
Chironomus muratensis is een muggensoort uit de familie van de dansmuggen (Chironomidae). De wetenschappelijke naam van de soort is voor het eerst geldig gepubliceerd in 1983 door Ryser, Scholl & Wuelker.